# Hemibrycon surinamensis
Hemibrycon surinamensis is een straalvinnige vissensoort uit de familie van de karperzalmen (Characidae). De wetenschappelijke naam van de soort is voor het eerst geldig gepubliceerd in 1962 door Géry.